# Дайлидер, Филип
Филип Дайлидер (англ. Philip Daileader; род. 25 октября 1968, Куинс, Нью-Йорк) — американский историк, специалист по истории средневековой Европы и историографии. Доктор философии (1996), профессор, заведовал кафедрой в Колледже Вильгельма и Марии (2008—2011). Лауреат Thomas Ashley Graves, Jr., Award (2016). Princeton Review приводился в числе 300 лучших профессоров США. Ведущий The Teaching Company.
Окончил Университет Джонса Хопкинса (BA, 1990). Докторскую степень по истории получил в Гарварде. С 1998 на кафедре истории в Колледже Вильгельма и Марии, заведовал ею.
Автор двух исторических монографий — True Citizens: Violence, Memory, and Identity in Medieval Perpignan, 1162—1397 (Brill, 2000; фр. пер., 2004) и Saint Vincent Ferrer, His World and Life: Religion and Society in Late Medieval Europe (Palgrave Macmillan, 2016 {Рец., }; кат. и исп. пер., 2019), удостоившейся La corónica International Book Award (2018). Соредактор French Historians 1900—2000: New Historical Writing in Twentieth-Century France (Wiley Blackwell, 2010) {Рец., }. Публиковался в журналах Speculum, Annales du Midi, Imago temporis: medium aevum, Archivum Historiae Pontificiae. Работает над книгой Ending the Middle Ages: Triumph of the New, Triumph of the Royal State in Fifteenth-Century Perpignan.